# Swae Lee
Khalif Malik Ibn Shaman Brown (Inglewood, California, 7 de junio de 1993), más conocido por su nombre artístico Swae Lee, es un rapero, cantante y compositor estadounidense.

## Biografía
Khalif Malik Ibn Shaman Brown nació el 7 de junio de 1993 en Inglewood, California.
Después de graduarse de la escuela secundaria, Brown, junto con su hermano Slim Jxmmi, En 2013, él y Slim firmaron con Mike Will Made It's label EarDrummers Entertainment como Rae Sremmurd. Desde entonces han lanzado tres álbumes de estudio bajo EarDrummers, SremmLife, SremmLife 2 y SR3MM.

## Carrera musical
En marzo de 2015, Lee apareció en la canción de Mike Will Made It "Drinks on Us", que también contó con los artistas Future y The Weeknd, y se convirtió en su primer sencillo como solista. En septiembre de 2015, apareció en "Burn Slow" del rapero, cantante, compositor y actor estadounidense, Cameron Jibril Thomaz, más conocido como Wiz Khalifa, que alcanzó el número 83 en el Billboard Hot 100, convirtiéndose en la primera entrada en solitario de Lee en la lista.
El 12 de agosto de 2016, Swae Lee anunció que estaba trabajando en su álbum debut en solitario, Swaecation.
En abril de 2017, Lee apareció en "Unforgettable" del rapero, cantante y compositor marroquí, Karim Kharbouch, más conocido como French Montana. La canción alcanzó el número tres en el Billboard Hot 100, convirtiéndose en el primer sencillo de los diez primeros de Lee en la lista como solista. En septiembre de 2018, Jhené Aiko presentó a Brown en su canción "Sativa". Dos meses después, Brown lanzó una canción titulada "TR666" junto a Trippie Redd. en enero de 2018 se dio a conocer el álbum de Kendrick Lamar inspirado en la película Black Panther el cual Brown colaboró con el artista Khalid en el track "The ways". El 4 de mayo de 2018, casi dos años después de su anuncio inicial en agosto de 2016, Lee lanzó su álbum debut como solista, Swaecation como parte de un conjunto de álbum triple, que también contenía el tercer álbum de estudio de Rae Sremmurd, SR3MM y el álbum de estudio debut de Slim Jxmmi como solista, Jxmtro. En octubre de 2018, apareció en la canción "Close to Me" de Ellie Goulding y Diplo. Lee también colaboró en la canción "Arms Around You" del cantante, compositor y rapero, Jahseh Dwayne Ricardo Onfroy, conocido por su nombre artístico XXXTentacion, junto con Lil Pump y Maluma, producido por Skrillex, Jon FX y Mally Mall. El 3 de noviembre de 2018, Lee apareció en la canción "Sunflower" del rapero, cantante, productor y compositor, Austin Richard Post, conocido también por su nombre artístico Post Malone, para Spider-Man: Un nuevo universo, que se convirtió en la tercera canción de Malone y la primera canción de Lee como solista para encabezar el Billboard Hot 100.
En mayo de 2019, colaboró en la canción "Crave" con la cantante, Madonna, en su álbum Madame X. En agosto de 2019, Lee lanzó "Won't Be Late" con el artista canadiense Drake, producido por Tekno y Mike Will. En octubre de 2019, apareció en "Walking" de 88rising, junto a Joji, Jackson Wang y Major Lazer.
El 17 de abril de 2020, Swae Lee lanza la canción "Catch Up" junto al dúo de hermanas Chloe x Halle y junto al productor musical, rapero, cantante, Michael Len Williams II, profesionalmente conocido como Mike Will Made It. Dicha canción pertenece al segundo álbum musical de las hermanas titulado "Ungodly Hour", en el que Beyoncé tiene participación como productora.
Junto con el cantante marroquí French Montana, serán los que encabecen la ceremonia de apertura de la Copa Mundial de Clubes de la FIFA 2025, en el Hard Rock Stadium, en Miami..

## Discografía

### Álbumes de estudio
- SremmLife (2015)[4]
- SremmLife 2 (2016)
- SR3MM (2018)
- Sextasy (2019)

### Mixtapes
- Trail Mix[5](con SremmLife Crew) (2016)

## Premios y nominaciones

### Premios Grammy
| Año  | Premio | Categoría                         | Obra      | Resultado |
| ---- | ------ | --------------------------------- | --------- | --------- |
| 2017 | Grammy | Grammy Award for Song of the Year | Formation | Nominado  |

### MTVU Woodie Awards
| Año  | Categoría              | Obra     | Resultado |
| ---- | ---------------------- | -------- | --------- |
| 2017 | Songwriter of the Year | Swae Lee | Nominado  |

### Soul Train Music Awards
| Año  | Premio                                   | Categoría                         | Obra      | Resultado |
| ---- | ---------------------------------------- | --------------------------------- | --------- | --------- |
| 2016 | The Ashford & Simpson Songwriter's Award | Grammy Award for Song of the Year | Formation | Nominado  |